# Повзання
По́взання — вид локомоції, що полягає в русі по поверхні за допомогою власної поверхні тіла (або коротких ніжок). Повзанням притаманне, наприклад, зміям, равликам та червам. Для повзання використовуються різні механізми. Ця форма наземного пересування пов'язана зі значно вищими рівнями тертя ніж біг, стрибання тощо.

## Повзання людини

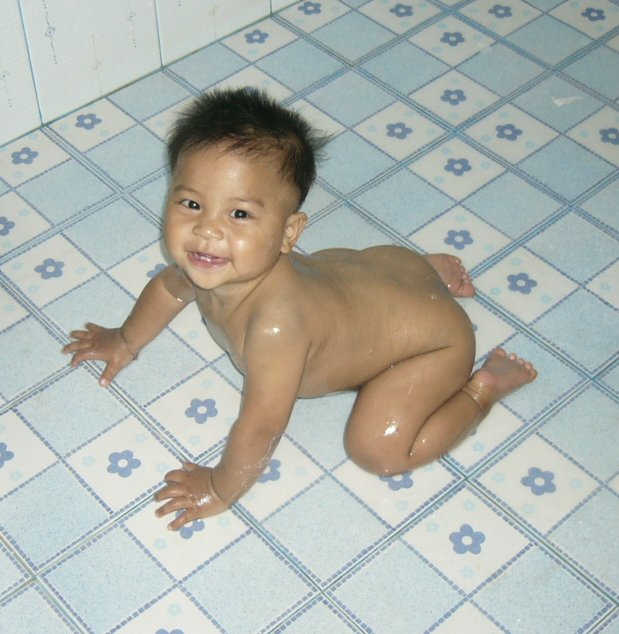
Малюки зазвичай вчаться повзати перед тим, як здобувати навички ходіння

Для людей під повзанням, як правило, йдеться про ходіння на колінах і долонях. Після транспортних засобів та верхової їзди це головна альтернатива ходінню і бігу. Повзання переважно використовується:
- Коли особа не здатна нормально ходити (бувши немовлям або через каліцтво, хворобу, поранення).
- У місцях з низькою стелею (печерах, шахтах тощо). Іноді шахтарям потрібно проповзати довгі відстані протягом їх роботи.
- Шукаючи що-небудь на землі.
- Для роботи у садівництві
- Для меншої помітності (наприклад на війні)
- Щоб знизити поле зору
- Для веселощів.
- При навколишній стрільбі повзання зменшує ризик поранення.